# Roger Guillemin
Roger Charles Louis Guillemin (ur. 11 stycznia 1924 w Dijon we Francji, zm. 21 lutego 2024 w San Diego) – amerykański neuroendokrynolog pochodzenia francuskiego. W 1977 wraz z Andrew Schallym otrzymał Nagrodę Nobla w dziedzinie fizjologii lub medycyny za odkrycie zjawiska wydzielania hormonów w podwzgórzu mózgu oraz prace nad ich budową i funkcją. Razem z Andrew Schallym jako pierwszy opisał budowę gonadoliberyny i tyreoliberyny.
Studiował we Francji, a następnie w Kanadzie. W 1953 przeniósł się do Stanów Zjednoczonych. Od 1963 profesor Uniwersytetu w Houston (Teksas). W 1970 stworzył laboratorium neuroendokrynologii w Salk Institute for Biological Studies w Kalifornii, gdzie pracował aż do odejścia na emeryturę w 1989 roku.